# NGC 3978
NGC 3978 је спирална галаксија у сазвежђу Велики медвед која се налази на NGC листи објеката дубоког неба.
Деклинација објекта је + 60° 31' 22" а ректасцензија 11h 56m 10,6s. Привидна величина (магнитуда) објекта NGC 3978 износи 12,4 а фотографска магнитуда 13,2. NGC 3978 је још познат и под ознакама UGC 6910, MCG 10-17-105, CGCG 292-47, IRAS 11535+6047, PGC 37502.